# Xysticus ictericus
Xysticus ictericus là một loài nhện trong họ Thomisidae.
Loài này thuộc chi Xysticus. Xysticus ictericus được Ludwig Carl Christian Koch miêu tả năm 1874.